# Octantis Mons
Octantis Mons – góra na Marsie. Nazwa Octantis Mons pochodzi od zaburzenia albedo i została zatwierdzona przez Międzynarodową Unię Astronomiczną w 1991 roku. Góra ma średnicę 19,09 km.